# Charlotte Brummerhoff
Charlotte Brummerhoff (* 17. April 1905 in Dortmund; † 7. Januar 1986 in Berlin) war eine deutsche Schauspielerin und Kabarettistin.

## Leben
Nach dem Zweiten Weltkrieg war Charlotte Brummerhoff an mehreren Kabarettgründungen rund um den Bahnhof Berlin Friedrichstraße im sowjetisch besetzten Sektor von Berlin beteiligt. So zum Beispiel beim Kabarett Frischer Wind, welches in den Räumen des Ballhauses Alt-Bayern in der Friedrichstraße 94 untergebracht war, oder beim Kabarett Hajo des Gastronomen Hans Joachim Keller in der Albrechtstraße. Diese beiden waren nicht sehr langlebig, im Gegensatz zum Kabarett-Theater Distel im Hause des Admiralspalastes in der Friedrichstraße, welches noch heute existiert.
Anschließend widmete sie sich mehr dem Theater und wirkte unter so bekannten Regisseuren wie Walter Felsenstein in der Komischen Oper Berlin sowie Benno Besson und Erich Engel im Berliner Ensemble. Auch bei der DEFA und beim Deutschen Fernsehfunk bekam sie diverse Rollenangebote. Da sie in West-Berlin wohnte, war Charlotte Brummerhoff nach dem Mauerbau nicht mehr gewillt, in Ost-Berlin zu arbeiten, und wirkte dann unter Peter Stein an der Schaubühne am Halleschen Ufer.

## Filmografie
- 1949: Unser täglich Brot
- 1955: Ein Polterabend
- 1955: Das Fräulein von Scuderi
- 1957: Spielbank-Affäre
- 1957: Der Fackelträger
- 1958: Tatort Berlin
- 1958: Der junge Engländer
- 1959: Ehesache Lorenz
- 1960: Seilergasse 8
- 1961: Italienisches Capriccio
- 1966: Finale in Berlin (Funeral in Berlin)

## Theater
- 1946: Vaudeville-Revue: Titel unbekannt – Regie: Heinz Rohleder (Renaissance-Theater Berlin)
- 1946: Autorenkollektiv: Halt dir fest – Künstl. Leitung: Walter Gross (Kabarett Frischer Wind Berlin)
- 1946: Autorenkollektiv: Was wäre wenn … – Regie: ? (Kabarett Frischer Wind Berlin)
- 1947: Autorenkollektiv: Augenblick mal! – Regie: ? (Kabarett Frischer Wind Berlin)
- 1947: David Kalisch: 100000 Taler – Regie: Walter Gross (Theater am Schiffbauerdamm)
- 1948: Autorenkollektiv: Mit planmäßiger Verspätung – Regie: Willy Pohle (Kabarett Frischer Wind Berlin)
- 1950: Autorenkollektiv: Friedrichstadt-Melodie – Regie: ? (Hajo Kabarett Berlin)
- 1952: Jacques Offenbach: Orpheus in der Unterwelt (Die öffentliche Meinung) – Regie: Walter Felsenstein (Komische Oper Berlin)
- 1952: Autorenkollektiv: Hajos Mai-Bowle – Regie: ? (Hajo Kabarett Berlin)
- 1953: Autorenkollektiv: Da staun ick aber – Regie: ? (Hajo Kabarett Berlin)
- 1953: Autorenkollektiv: Wat sagen Se nu? – Regie: ? (Hajo Kabarett Berlin)
- 1953: Autorenkollektiv: Hurra! Humor ist eingeplant – Regie (Kabarett-Theater Distel Berlin)
- 1954: Autorenkollektiv: Mensch, fahr richtig! – Regie (Kabarett-Theater Distel Berlin)
- 1954: Autorenkollektiv: Wegen Renovierung geöffnet! – Regie (Kabarett-Theater Distel Berlin)
- 1955: Autorenkollektiv: Aller Unfug ist schwer – Regie (Palast-Brettl Berlin)
- 1957: Paul Lincke: Frau Luna (Frau Pusebach) – Regie: Wolfgang E. Struck (Metropol-Theater Berlin)
- 1957: Bertolt Brecht: Der gute Mensch von Sezuan (Hausbesitzerin) – Regie: Benno Besson (Berliner Ensemble)
- 1960: Bertolt Brecht: Die Dreigroschenoper (Frau Peachum) – Regie: Erich Engel (Berliner Ensemble)

## Hörspiele
- 1956: Henrik Ibsen: Die Stützen der Gesellschaft – Regie: Herwart Grosse (Rundfunk der DDR)
- 1960: Anna und Friedrich Schlotterbeck: An der Fernverkehrsstraße 106 (Frau Bachmann) – Regie: Theodor Popp (Rundfunk der DDR)